# Lasioglossum luctuosum
Lasioglossum luctuosum är en biart som beskrevs av Ebmer 2002. Lasioglossum luctuosum ingår i släktet smalbin, och familjen vägbin. Inga underarter finns listade i Catalogue of Life.